# بیورخ لامبرخت
بیورخ لامبرخت (انگلیسی: Bjorg Lambrecht؛ زادهٔ ۲ آوریل ۱۹۹۷ – درگذشت ۵ اوت ۲۰۱۹) دوچرخه‌سوار اهل بلژیک بود.
از باشگاه‌هایی که در آن بازی کرد می‌توان به تیم لوتو–سودال اشاره کرد.